# 2016 في البرازيل
فيما يلي قوائم الأحداث التي وقعت خلال عام 2016 في البرازيل.

## أحداث
- 5 أغسطس – حفل افتتاح الألعاب الأولمبية الصيفية 2016
- 3 يونيو – ني أونا مينوس
- 1 يناير – الألعاب البارالمبية الصيفية 2016
- 5 أغسطس – الألعاب الأولمبية الصيفية 2016
- 6 أغسطس – الجمباز في الألعاب الأولمبية الصيفية 2016
- 21 أغسطس – حفل ختام الألعاب الأولمبية الصيفية 2016

## سياسة

### تعيين في المنصب
- 31 أغسطس – ميشال تامر رئيس البرازيل.

### انتهاء فترة المنصب
- 31 أغسطس – ديلما روسيف رئيس البرازيل.

## رياضة
- 1 يناير – التجديف في الألعاب الأولمبية الصيفية 2016
- 1 يناير – الريشة الطائرة في الألعاب الأولمبية الصيفية 2016
- 1 يناير – كرة المضرب في الألعاب الأولمبية الصيفية 2016
- 20 أغسطس – كرة الطائرة في الألعاب الأولمبية الصيفية 2016 – مسابقة السيدات

## برامج ومسلسلات وأنمي
- أحلام إليزا

## وفيات

### مارس
- 28 نوفمبر – مارسيلو أوغستو ماتياس دا سيلفا (مواليد 1991) لاعب كرة قدم برازيلي.

### مايو
- 17 مايو – باولو إميليو (مواليد 1936) لاعب كرة قدم برازيلي.

### أغسطس
- 16 أغسطس – جواو هافيلانج (مواليد 1916)
- 27 أغسطس – آلسيندو (مواليد 1945) لاعب كرة قدم برازيلي.

### سبتمبر
- 15 سبتمبر – دومينغوس مونتانير (مواليد 1962) ممثل برازيلي.

### أكتوبر
- 25 أكتوبر – كارلوس ألبرتو توريس (مواليد 1944) لاعب ومدرب كرة قدم برازيلي.

### نوفمبر
- 28 نوفمبر – آرثر مايا (مواليد 1992) لاعب كرة قدم برازيلي.
- 28 نوفمبر – أنانياس إلوي كاسترو مونتيرو (مواليد 1989) لاعب كرة قدم برازيلي.
- 28 نوفمبر – ايفرتون كيمبس دوس سانتوس غونسالفيس (مواليد 1982) لاعب كرة قدم برازيلي.
- 28 نوفمبر – ايلتون سيزار جونيور ألفيس دا سيلفا (مواليد 1994) لاعب كرة قدم برازيلي.
- 28 نوفمبر – باولو خوليو كليمنت (مواليد 1965) صحفي رياضي برازيلي.
- 28 نوفمبر – برونو رانغيل (مواليد 1981) لاعب كرة قدم برازيلي.
- 28 نوفمبر – تياغينيو (مواليد 1994) لاعب كرة قدم برازيلي.
- 28 نوفمبر – تييغو (مواليد 1986) لاعب كرة قدم برازيلي.
- 28 نوفمبر – جوسيمار (مواليد 1986) لاعب كرة قدم برازيلي.
- 28 نوفمبر – خوسيه غيلدكسن كليمنت دي بايفا (مواليد 1987) لاعب كرة قدم برازيلي.
- 28 نوفمبر – ديلفيم بيكسوتو (مواليد 1941) مسؤول رياضي برازيلي.
- 28 نوفمبر – دينر أسونساو براز (مواليد 1991) لاعب كرة قدم برازيلي.
- 28 نوفمبر – سيرجيو مانويل باربوسا سانتوس (مواليد 1989) لاعب كرة قدم برازيلي.
- 28 نوفمبر – غويلهيرم خيمينيز دي سوزا (مواليد 1995) لاعب كرة قدم برازيلي.
- 28 نوفمبر – فيكتورينو شيرمونت (مواليد 1973) صحفي رياضي برازيلي.
- 28 نوفمبر – فيليبي ماتشادو (مواليد 1984) لاعب كرة قدم برازيلي.
- 28 نوفمبر – كايو جونيور (مواليد 1965) لاعب كرة قدم برازيلي.
- 28 نوفمبر – كليبر سانتانا (مواليد 1981) لاعب كرة قدم برازيلي.
- 28 نوفمبر – لوكاس غوميش دا سيلفا (مواليد 1990) لاعب كرة قدم برازيلي.
- 28 نوفمبر – ماتيوس بيتكو (مواليد 1995) لاعب كرة قدم برازيلي.
- 28 نوفمبر – ماتيوس كاراميلو (مواليد 1994) لاعب كرة قدم برازيلي.
- 28 نوفمبر – مارسيلو أوغستو ماتياس دا سيلفا (مواليد 1991) لاعب كرة قدم برازيلي.
- 28 نوفمبر – ماركوس دانيلو باديليا (مواليد 1985) لاعب كرة قدم برازيلي.
- 28 نوفمبر – ماريو سيرجيو بونتيس دي بايفا (مواليد 1950) لاعب ومدرب كرة قدم برازيلي.